# Pietro Cogliolo
Pietro Cogliolo (Genova, 29 marzo 1859 – Genova, 14 dicembre 1940) è stato un avvocato, giurista e politico italiano, senatore del Regno d'Italia.

## Biografia
Divenne professore ordinario di diritto romano a ventun anni; nel 1926 fu nominato presidente della Commissione reale dell'Ordine degli Avvocati di Genova e nel 1933 senatore del Regno. 
Fu l'artefice dell'istituzione della cattedra di diritto aeronautico all'Università di Genova e delegato permanente governativo alle conferenze internazionali in tale settore. Fu incaricato di compilare il progetto di legge aeronautica del 1923, la prima emanata in Europa relativa al diritto aeronautico. Diresse per diversi anni la Rivista Il diritto commerciale.
Cogliolo, nonostante fosse un tradizionalista, assunse, senza successo, la difesa di Teresa Labriola davanti alla Corte di Appello di Roma: la donna, figlia del filosofo Antonio Labriola, laureata in legge all'Università di Roma, era stata iscritta all'Albo degli Avvocati di Roma con delibera del Consiglio dell'Ordine impugnata dalla Procura. Negli anni successivi fu in prima linea nella battaglia politica finalizzata ad ottenere che venisse riconosciuto il diritto delle donne ad esercitare la professione di avvocato. Sosteneva, infatti, che le donne dovevano avere "finché è fattibile" gli stessi diritti degli uomini anche se - così scrisse nella prefazione al libro Le donne e l'avvocatura dell'on. marchese Edoardo Ollandini, avvocato genovese - "ognun consentirà che sarebbe una disgrazia che tutte le donne si dessero all'avvocatura o alla medicina o ad altre scienze: è bene che la maggior parte di esse rimanga nella casa, non dico a lanam facere, ma a creare ed educare figli buoni e forti".
Fu presidente del sindacato degli intellettuali, consultore del Comune di Genova, e membro del consiglio provinciale dell'economia corporativa.

## Vita privata
Sposato con Piera, era genero del politico e accademico Filippo Serafini.